# Corps asbestosique
Un corps asbestosique est l'inclusion d'une fibre d'amiante dans une gangue d'hémosidérine au niveau du tissu pulmonaire. Son identification sur le liquide de lavage broncho-alvéolaire est utile au diagnostic d'asbestose.